# Roberto Nanni (regista)
Roberto Nanni (Bologna, 29 febbraio 1960) è un regista italiano.
Definito cineasta sperimentale, è uno degli esponenti italiani della tecnica Found footage.

## Biografia
Si forma nell'ambiente culturale della Bologna di fine anni Settanta, dove gira i suoi primi film, influenzato dal cinema sperimentale e d'avanguardia americano degli anni Sessanta. Dopo una lunga peregrinazione per l'Europa si trasferisce a Roma.
Si concentra sul rapporto fra colonna sonora e montaggio, collaborando spesso col gruppo musicale statunitense Tuxedomoon, con il quale realizza, tra le altre cose, la video-opera Ghost Sonata, ispirata al dramma Spettri di Henrik Ibsen e commissionatagli dal festival del teatro di Polverigi. Si fa notare anche per il suo lavoro peculiare sul supporto fisico della pellicola (Lontano, ancora, 1983-2008). Nel 1989 dirige con Giuseppe Baresi e Luca Scarsella il mediometraggio Fluxus - Milano poesia, prodotto da Stilo Produzioni e Studio Azzurro. Nel 1993 vince il primo premio e il premio del pubblico del Festival Internazionale Cinema Giovani di Torino col suo film L'amore vincitore - Conversazione con Derek Jarman, che dà nuova linfa al genere del documentario in forma di intervista. Nel 2001 partecipa al progetto I diari della Sacher, prodotto Angelo Barbagallo e Nanni Moretti, col documentario Antonio Ruju - Vita di un anarchico sardo.
I suoi film sono stati oggetto di varie retrospettive e proiezioni all'interno di rassegne dedicate al cinema sperimentale, fra cui quelle all'Österreichisches Filmmuseum di Vienna, al Festival internazionale del cortometraggio di Oberhausen, alla Cineteca di Barcellona, all'Action Christine di Parigi, al Lucca Film Festival, alla Cineteca Nazionale, alla Mostra internazionale del Nuovo Cinema di Pesaro, al Ca' Foscari Short Film Festival, al Palazzo delle Esposizioni di Roma, alla Mostra internazionale del video d'autore Avvistamenti di Barletta.

## Filmografia
- Là sotto, nel parco (1-10) (1977/1982)
- Ace (1979)
- San Donato (1979/1980)
- Head (1-7) (1979/1981)
- Earth (Anakrousis) (1982)
- Friginoire/Frigidaire (1982)
- Opium (Winston Tong) (1982)
- Cypraea Annulus (1985)
- Natura muta/Birds (1985)
- Natura silente/Sea (1986)
- Natura sorda/Tracks (1986)
- Lanciato per errore (1988)
- Nella terra senza voci (1988)
- Ostinato (1988)
- Pexer (1988)
- Fluxus - Milano poesia (1989)
- Steven Brown reads John Keats - Greenhouse effect - cortometraggio (1989)
- Italia '90 - Lavori in corso - documentario (1990)
- L'amore vincitore - Conversazione con Derek Jarman - cortometraggio (1993)
- 25 aprile 1994 (1994)
- da Oggi è un altro giorno di Giuseppe De Santis e Bruno Bigoni (1995)
- Lei mi vede così (1997)
- Attraverso un vetro sporco (1999)
- Corviale (2000)
- Antonio Ruju - Vita di un anarchico sardo (2001)
- Paesaggio con figura (2004)
- Dolce vagare in sacri luoghi selvaggi (2008)
- E lei si scordò (2008)
- Lontano, ancora (2008)
- Una fredda giornata (2009)
- Roberto Nanni e Oren Ambarchi (2010)
- Luce riflessa restituita alla notte (2011)
- Lady Day (She Walks Down in the Middle East) (2014)
- Viaggio intorno alla mia camera (2014)
- Roma (14 Reels) (2015)
- Stroll (2015)
- The River (1) (2018)
- The River (2) (2018)

## Pubblicazioni
- Una straordinaria utopia: Zavattini e il non film, Roma, 1998
- Ostinati 85/08 - Dalla conversazione con Derek Jarman a Steven Brown reads John Keats, Kiwido, 2009, EAN 9788890374715